# Lena (imię)
Lena – imię żeńskie, popularne w krajach słowiańskich i skandynawskich; usamodzielnione zdrobnienie od greckiego Ἑλένη (pol. Helena) lub Μαγδαληνή (pol. Magdalena). W Polsce forma o brzmieniu Lena jest notowana od 1418 roku, jako pochodna żeńska imienia Helena lub męska – Lenarda (może także Lenida, Leona). W Polsce można się spotkać również ze zdrabnianiem w ten sposób imion Milena i Marlena, Eleonora i Leonia.
W Rosji Lena występuje tylko jako zdrobnienie od imienia Jelena, a nie jako samodzielne imię.
W Polsce pod koniec XX wieku spotykana bywała niekiedy jako samodzielne imię. XXI wiek przyniósł zmianę popularności. Nie było jej w marcu 2001 r. wśród 25 najpopularniejszych imion żeńskich. Imię to nosiło wtedy 2707 kobiet.  Po kilku latach popularność wzrosła. W grupie imion żeńskich, nadawanych nowo narodzonym dzieciom od drugiej dekady XXI wieku w Polsce, Lena zyskała na popularności: w 2009 zajmowała 9. miejsce, w 2010 – 4. miejsce, w 2011 – 3. miejsce, w 2012 – 2. miejsce, w 2013 – 1. miejsce, w 2014 – utrzymywała się na 1. miejscu. Następnie nadawalność Leny zaczęła spadać i w 2023 r. nie znalazła się już ona w pierwszej dziesiątce najczęściej nadawanych imion źeńskich.
W styczniu 2024 w rejestrze PESEL było 129748 kobiet o imieniu Lena nadanym jako imię pierwsze oraz 12305 kobiet noszących imię Lena jako imię drugie. Dla porównania, najczęściej nadane imię żeńskie – Anna – nosi 1072616 osób.
Lena imieniny obchodzi obchodzi wraz z Heleną, m.in. 18 sierpnia. Polskie publikacje podają także datę 10 listopada, wynikającą prawdopodobnie z imienin Leona.

## Kobiety o imieniu Lena
- Lena Adelsohn Liljeroth – szwedzka polityk i dziennikarka, parlamentarzystka, od 2006–2014 ministra kultury,
- Lena Dąbkowska-Cichocka – polska polityk,
- Lena Dunham – amerykańska reżyserka, scenarzystka, aktorka, znana z serialu Dziewczyny i filmu Mebelki,
- Lena Dürr – niemiecka narciarka alpejska,
- Lena Ek – szwedzka polityk, od 2004 posłanka do Parlamentu Europejskiego dwóch kadencji,
- Lena Gercke – niemiecka modelka, zwyciężczyni pierwszej edycji Germany's Next Topmodel,
- Lena Headey – brytyjska aktorka filmowa,
- Lena Horne – amerykańska śpiewaczka, aktorka filmowa, występowała głównie z muzykami jazzowymi (m.in. Duke Ellingtonem),
- Lena Jinnegren – szwedzka piosenkarka i muzyk, współpracowała (śpiew) przy nagraniu płyt zespołu Era,
- Lena Katina – właśc. Jelena Katina (Елена Сергеевна Катина) – jedna z wokalistek zespołu Tatu,
- Lena Kolarska-Bobińska – profesor socjologii, polityk, posłanka do Parlamentu Europejskiego,
- Lenna Kuurmaa – wokalistka zespołu Vanilla Ninja,
- Lena Meyer-Landrut – niemiecka wokalistka, występująca jako Lena,
- Lena Moebus – niemiecka wioślarka, medalistka mistrzostw świata i Europy w dwójce podwójnej i czwórce podwójnej,
- Lena Möllers – niemiecka siatkarka – rozgrywająca,
- Lena Müller – niemiecka wioślarka, mistrzyni świata z 2009 (Poznań) w czwórce podwójnej wagi lekkiej,
- Lena Olin – szwedzka aktorka, nominowana do Oscara za rolę drugoplanową w filmie Wrogowie,
- Lena Park – koreańska piosenkarka, urodzona w Stanach Zjednoczonych, gra na pianinie i saksofonie,
- Lena Philipsson – szwedzka piosenkarka, wielokrotnie brała udział w Melodifestivalen, zwyciężając w 2004,
- Lena Rice – tenisistka irlandzka, zwyciężczyni Wimbledonu w 1890,
- Lena Schöneborn – niemiecka zawodniczka w pięcioboju nowoczesnym, indywidualna mistrzyni olimpijska z Pekinu, dziewięciokrotna medalistka mistrzostw świata,
- Lena Söderberg – modelka, której zdjęcie z rozkładówki Playboya rozpowszechniło się w Internecie jako obraz testowy w kompresji obrazów,
- Lena Szurmiej – polska aktorka, reżyser, scenarzystka, choreografka, pedagog i działaczka społeczności żydowskiej,
- Lena Wilczyńska – polska aktorka, w latach 1954–1974 aktorka Teatru im. Stefana Jaracza w Łodzi,
- Lena Żelichowska – polska aktorka, żona malarza Juliusza Stefana de la Gourdaine Norblina.